# Promachus opacus
Promachus opacus är en tvåvingeart som beskrevs av Becker 1925. Promachus opacus ingår i släktet Promachus och familjen rovflugor.
Artens utbredningsområde är Taiwan. Inga underarter finns listade i Catalogue of Life.